# Ivodea nana
Ivodea nana är en vinruteväxtart som beskrevs av René Paul Raymond Capuron. Ivodea nana ingår i släktet Ivodea och familjen vinruteväxter. Inga underarter finns listade i Catalogue of Life.